# Saison 2014-2015 du Toulouse Football Club
Maillots
Chronologie
Saison précédente Saison suivante
La saison 2014-2015 du Toulouse Football Club (TFC) voit le club s'engager dans trois compétitions que sont la Ligue 1, la Coupe de France et la Coupe de la Ligue.

## Effectif de la saison
Effectif professionnel pour la saison 2014-2015 du Toulouse Football Club.

## Transferts

### Mercato d'été
| Nom              | Nationalité                      | Transfert                      | Provenance/Destination   | Division          |
| Arrivées         |                                  |                                |                          |                   |
| Dragos Grigore   | Roumanie                         | Transfert - (Contrat de 3 ans) | Dinamo Bucarest          | Liga I            |
| Aleksandar Pešić | Serbie                           | Transfert - (Contrat de 5 ans) | FK Jagodina              | Super Liga Srbije |
| William Matheus  | Brésil                           | Transfert - (Contrat de 4 ans) | Palmeiras                | Brasileirão       |
| Maxime Spano     | France                           | Libre - (Contrat de 3 ans)     | Étoile Sportive Pennoise | CFA2              |
| Tongo Doumbia    | Mali                             | Transfert - (Contrat de 4 ans) | Wolverhampton            | FL Championship   |
| Prêts            |                                  |                                |                          |                   |
| Marcel Tisserand | République démocratique du Congo | Prêt - 1 an                    | AS Monaco FC             | Ligue 1           |
| Départs          |                                  |                                |                          |                   |
| Aymen Abdennour  | Tunisie                          | Transfert définitif            | AS Monaco                | Ligue 1           |
| Eden Ben Basat   | Israël                           | Transfert                      | Maccabi Tel-Aviv         | Ligat Toto        |
| Prêts            |                                  |                                |                          |                   |
| Serge Aurier     | Côte d'Ivoire                    | Prêt avec option d'achat       | Paris SG                 | Ligue 1           |
| Retours de prêt  |                                  |                                |                          |                   |
| Clément Chantôme | France                           | Retour de prêt                 | Paris SG                 | Ligue 1           |
| Fins de contrat  |                                  |                                |                          |                   |
| Jonathan Zebina  | France                           | Fin de contrat                 |                          |                   |

## Rencontres de la saison

### Coupe de France
| Trente deuxième de finale | Girondins de Bordeaux                      | 2 - 1 | Toulouse FC           | Stade Chaban-Delmas, Bordeaux                   |                                                 |
| 4 janvier 2015 13h15      | Thomas Touré 10e (pen.) · Abdou Traoré 71e |       | 84e Wissam Ben Yedder | Spectateurs : 7 701 Arbitrage : Lionel Jaffredo | Spectateurs : 7 701 Arbitrage : Lionel Jaffredo |

### Coupe de la Ligue
Toulouse en tant qu'équipe de Ligue 1 est exempt des trente-deuxième de finales de la Coupe de la Ligue.
| Seizième de finale    | Toulouse FC                | 1 - 3 | Girondins de Bordeaux                                         | Stadium, Toulouse                              |                                                |
| 28 octobre 2014 21h00 | Jean-Daniel Akpa-Akpro 84e |       | 17e Nicolas Pallois · 24e Diego Contento · 68e Cheick Diabaté | Spectateurs : 11 331 Arbitrage : Fredy Fautrel | Spectateurs : 11 331 Arbitrage : Fredy Fautrel |